# مروان دا کوستا
مانوئل مروان دا کوستا تریندادی سنوسی (پرتغالی: Manuel Marouane da Costa Trindade Senoussi؛ زادهٔ ۶ مهٔ ۱۹۸۶) بازیکن فوتبال اهل مراکش است که در پست مدافع بازی می‌کند.
از باشگاه‌هایی که در آن بازی کرده‌است می‌توان به نانسی، پی‌اس‌وی آیندهوون، فیورنتینا، سمپدوریا، وستهام یونایتد، لوکوموتیو مسکو، ناسیونال، سیواس‌اسپور، المپیاکوس، استانبول باشاک‌شهر، الاتحاد، ترابزون‌اسپور اشاره کرد.
وی همچنین در تیم ملی فوتبال مراکش بازی کرده‌است.